# Fernando Balleroni
Fernando Balleroni (São Paulo, 25 de novembro de 1922 — São Paulo, 22 de novembro de 1980) foi um ator, diretor, roteirista e produtor brasileiro.
Foi casado com a atriz Laura Cardoso com quem teve duas filhas, Fátima Carolina e Fernanda.

## Carreira

### Televisão
| Ano       | Título                       | Personagem         | Notas                           |
| --------- | ---------------------------- | ------------------ | ------------------------------- |
| 1973      | Vendaval                     | Zé Macumba         |                                 |
| 1972      | O Leopardo                   | Nonô               |                                 |
| 1972      | Os Fidalgos da Casa Mourisca | Padre Januário     |                                 |
| 1972      | O Príncipe e o Mendigo       | Padre Andrew       |                                 |
| 1971      | Sol Amarelo                  | Antony Albuquerque |                                 |
| 1971      | Editora Mayo, Bom Dia        | Chicão             |                                 |
| 1970      | Tilim                        | Garibaldino        |                                 |
| 1969      | Mais Forte que o Ódio        | Januário           |                                 |
| 1969      | Algemas de Ouro              | Delegado           |                                 |
| 1969      | Vidas em Conflito            | Pedro              |                                 |
| 1968      | Os Diabólicos                | André              |                                 |
| 1968      | Os Tigres                    | —                  |                                 |
| 1967      | Sublime Amor                 | Fausto             |                                 |
| 1967      | O Grande Segredo             | Delegado           |                                 |
| 1966      | Redenção                     | Mateus             |                                 |
| 1966      | Ninguém Crê em Mim           | Orestes            |                                 |
| 1966      | Abnegação                    | Rafael             |                                 |
| 1965      | O Caminho das Estrelas       | Martino            |                                 |
| 1965      | A Ilha dos Sonhos Perdidos   | Alfredo            |                                 |
| 1965      | O Céu É de Todos             | Téo                |                                 |
| 1965      | Vidas Cruzadas               | Rodolfo            |                                 |
| 1965      | Pecado de Mulher             | —                  |                                 |
| 1964      | A Cidadela                   | —                  |                                 |
| 1960      | TV de Comédia                | Fidélio            | Episódio: "A Barbada"           |
| 1958      | Os Miseráveis                | Jean Vanjean       |                                 |
| 1958      | TV de Comédia                | —                  | Episódio: "Vende-se um passado" |
| 1958      | TV Teatro                    | Vários personagens | 1958-1960                       |
| 1958      | Casa de Bonecas.             | —                  |                                 |
| 1957      | O Corcunda de Notre-Dame     | Rei dos Mendigos   |                                 |
| 1957      | Os Três Mosqueteiros         | Portus             |                                 |
| 1956      | Douglas Red                  | Pablo              |                                 |
| 1956      | Grande Teatro Tupi           | Herodes            | Episódio: "Salomé"              |
| 1955      | O Falcão Negro               | Cesar Borgia       |                                 |
| 1955      | Legionário Invencível        | —                  |                                 |
| 1955      | Seu Pepino                   | —                  |                                 |
| 1954-1960 | TV de Vanguarda              | Vários personagens | 40 episódios                    |
| 1953      | Segundos Fatais              | —                  |                                 |

### No cinema
| Ano  | Título                | Personagem      |
| ---- | --------------------- | --------------- |
| 1970 | Cleo e Daniel         | Pai de Cléo     |
| 1960 | Dona Violante Miranda | Tonico          |
| 1960 | Na Garganta do Diabo  | Pai             |
| 1957 | Paixão de Gaúcho      | —               |
| 1956 | O Sobrado             | Licurgo Cambará |
| 1949 | Luar do Sertão        | —               |

### Como diretor
| Ano  | Título          |
| ---- | --------------- |
| 1966 | A Pequena Karen |
| 1957 | Seu Genaro      |
| 1956 | Douglas Red     |
| 1956 | Seu Tintoreto   |
| 1955 | Seu Pepino      |

### Como roteirista
| Ano  | Título         |
| ---- | -------------- |
| 1956 | Douglas Red    |
| 1956 | Seu Tintoreto  |
| 1954 | Ciúme          |
| 1954 | O Grande Sonho |